# Liste der Hauptverwaltungsbeamten von Hannover

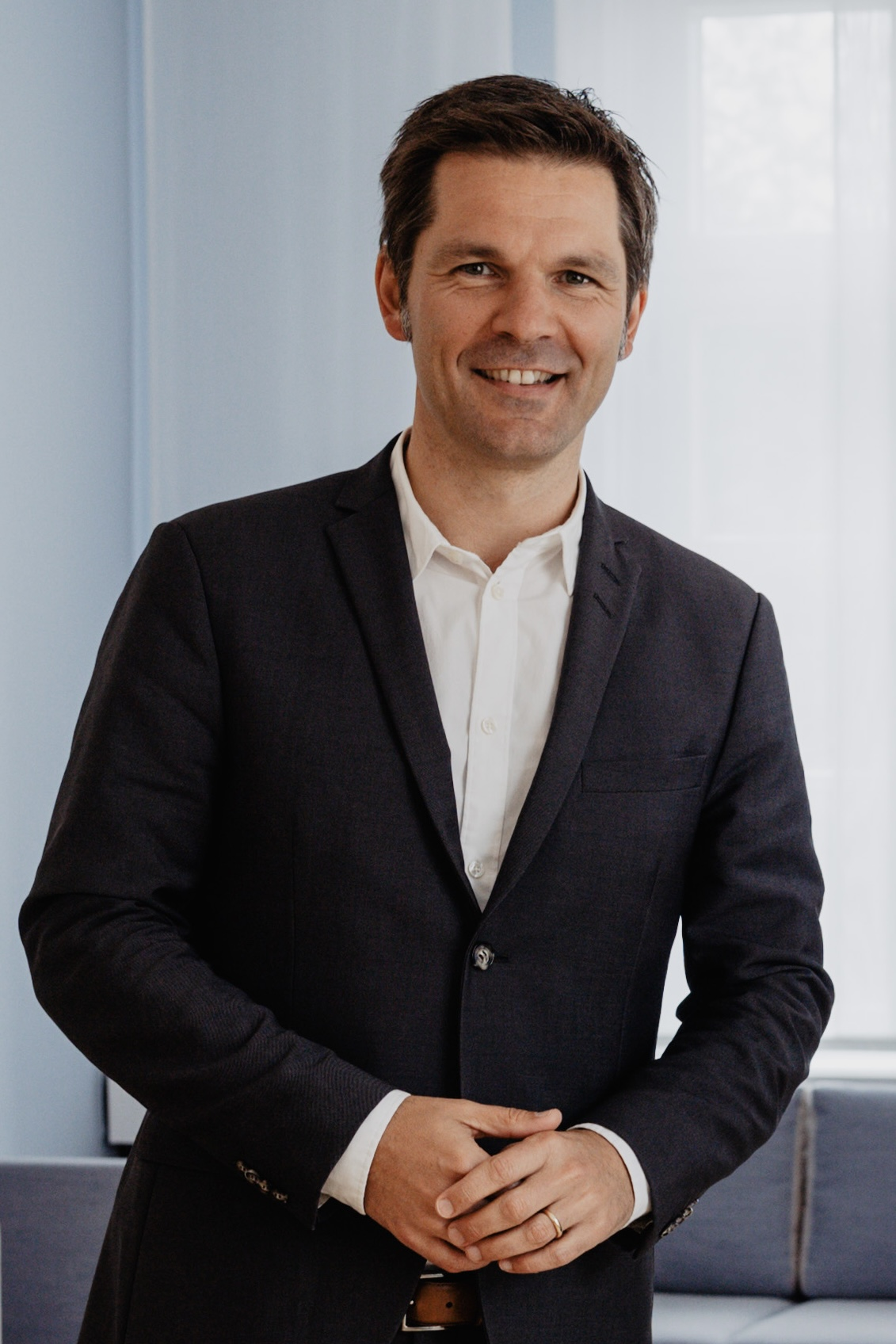
Regionspräsident Steffen Krach

Die Liste der Hauptverwaltungsbeamten von Hannover enthält die Hauptverwaltungsbeamten der niedersächsischen Landeshauptstadt Hannover (Bürgermeister, Oberbürgermeister, Stadtdirektor, Oberstadtdirektor), des früheren Landkreises Hannover (Landrat, Oberkreisdirektor) sowie der heutigen Region Hannover (Regionspräsident).

## Stadt Hannover

### Bis 1699 Bürgermeister

Ab 1303 tagt der Rat im Festsaal des Alten Rathauses

In der Zeit bis 1699 gab es zumeist zwei Bürgermeister, die sich jährlich abwechselten.
| Amtszeit | Amtszeit | Name                            |
| -------- | -------- | ------------------------------- |
| 1390     | 1401     | Johann Türke                    |
| 1391     | 1395     | Borchert Tetze                  |
| 1396     | 1396     | Diderik vom Hagen               |
| 1398     | 1424     | Volkmer von Anderten            |
| 1402     | 1406     | Diderik vom Steinhaus           |
| 1408     | 1422     | Rolef von der Nigenstadt        |
| 1423     | 1440     | Diderik Türke                   |
| 1425     | 1460     | Diderik von Anderten            |
| 1442     | 1452     | Hermen Mutzel                   |
| 1454     | 1456     | Dethmer Kock                    |
| 1457     | 1462     | Hans Blome d. Ä.                |
| 1463     | 1463     | Hans Krevet                     |
| 1464     | 1476     | Diderik von Wintheim            |
| 1465     | 1490     | Cord Limburg                    |
| 1477     | 1477     | Diederik von Anderten           |
| 1479     | 1485     | Diderik von Wintheim            |
| 1487     | 1515     | Hans Blome der Jüngere          |
| 1491     | 1497     | Diderik Schacht                 |
| 1494     | 1501     | Volkmer von Anderten            |
| 1504     | 1530     | Jürgen vom Sode                 |
| 1518     | 1524     | Gerd Limburg                    |
| 1534     | 1550     | Anton von Berckhusen            |
| 1535     | 1553     | Hinrich Bomhauer                |
| 1557     | 1563     | Bartold Homeister               |
|          |          | Heiso Grove                     |
| 1587     | 1611     | Bernhard Homeister              |
| 1623     | 1632     | Hermann Bartels, im Wechsel mit |
| 1623     | 1632     | Jacobus Bünting                 |
| 1633     | 1663     | Henning Lüdeke                  |
| 1654     | 1678     | Georg Türke                     |
| 1663     | 1683     | David Amsing                    |
| 1684     | 1699     | Anton Levin von Wintheim        |
| 1689     | 1699     | Johann Hermann vom Sode         |

### 1699 bis 1820 Zwei Bürgermeister
Nach einer politischen Neuordnung im Jahre 1699 bestand der Rat aus zwei Bürgermeistern, einem Syndikus, einem Sekretär, zwei Kämmerern und sechs Senatoren.
| Amtszeit | Amtszeit | Name                              | Amtszeit | Amtszeit | Name                       |
| -------- | -------- | --------------------------------- | -------- | -------- | -------------------------- |
| 1699     | 1717     | Anton Julius Busmann senior       | 1699     | 1702     | Anton Levin Wintheim       |
| 1717     | 1719     | Johann Peter Tappen               | 1702     | 1713     | Johann Christoff Dannhauer |
| 1719     | 1761     | Anton Julius Busmann junior       | 1713     | 1725     | Otto Heinrich Volger       |
| 1761     | 1784     | Wilhelm August Alemann            | 1725     | 1761     | Christian Ulrich Grupen    |
| 1784     | 1809     | Ernst Friedrich Hector Falcke     | 1761     | 1798     | Ernst Anton Heiliger       |
| 1810     | 1820     | Ludwig Christian Wilhelm Zwicker¹ | 1798     | 1820     | Christian Philipp Iffland¹ |

¹ Von 1810 bis 1813 gehörte Hannover zum Königreich Westphalen. Während dieser Zeit war Iffland alleiniger Bürgermeister.

### 1821 bis 1918 Stadtdirektor

Ab 1863 tagte der Rat im Wangenheimpalais

Ab 1821 wurde Hannover nur noch von einem Stadtoberhaupt geleitet, welches die Bezeichnung Stadtdirektor hatte.
| Amtszeit | Amtszeit | Name                              |
| -------- | -------- | --------------------------------- |
| 1821     | 1824     | Georg Ernst Friedrich Hoppenstedt |
| 1824     | 1843     | Rudolph Wilhelm Philipp Rumann    |
| 1843     | 1853     | Carl Friedrich Wilhelm Evers      |
| 1854     | 1881     | Johann Carl Hermann Rasch         |
| 1882     | 1891     | Ferdinand Haltenhoff              |
| 1891     | 1918     | Heinrich Tramm                    |

### 1918 bis 1946 Oberbürgermeister
Ab 1918 lautete die Bezeichnung des Stadtoberhaupts Oberbürgermeister (OB). Während des Zweiten Weltkrieges wurde der Posten des Oberbürgermeisters zeitweise durch so genannte Staatskommissare besetzt.
| Amtszeit | Amtszeit | Name                        | Bemerkungen                          |
| -------- | -------- | --------------------------- | ------------------------------------ |
| 1918     | 1924     | Robert Leinert (SPD)        |                                      |
| 1924     | 1925     | Gustav Fink (DVP)           | kommissarischer OB                   |
| 1925     | 1937     | Arthur Menge (DHP)          |                                      |
| 1937     | 1942     | Henricus Haltenhoff (NSDAP) |                                      |
| 1942     | 1944     | Ludwig Hoffmeister (NSDAP)  | Staatskommissar                      |
| 1944     | 1945     | Egon Bönner (NSDAP)         | Staatskommissar                      |
| 1945     | 1946     | Gustav Bratke (SPD)         | kommissarischer OB ab 11. April 1945 |
| 1946     | 1946     | Franz Henkel (FDP)          |                                      |

### 1946 bis 1996

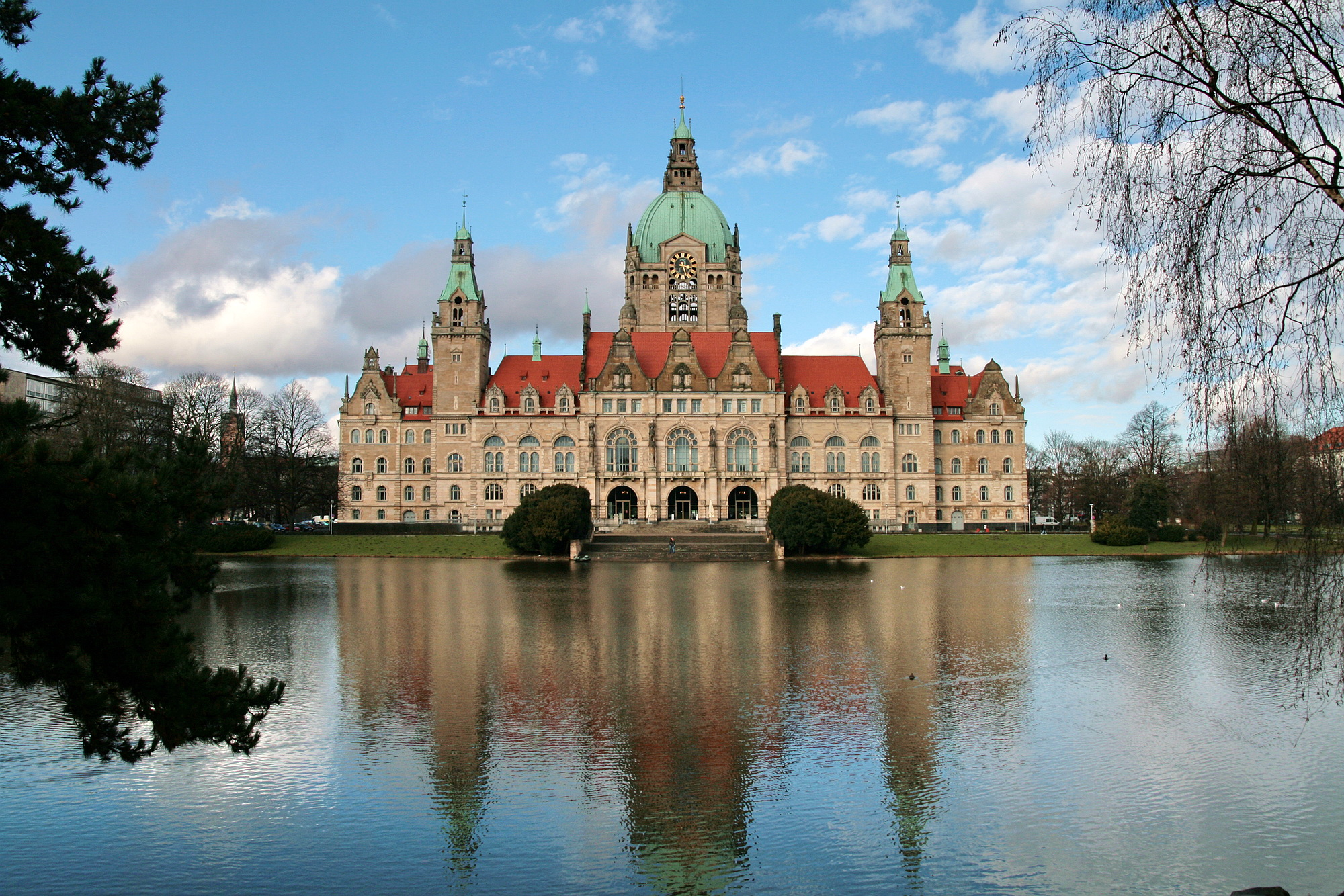
Seit 1913 ist das Neue Rathaus Hauptsitz der Stadtverwaltung

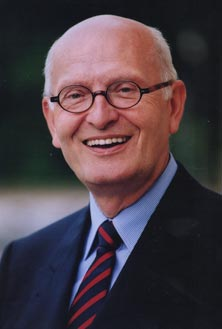
1972 mit 28 Jahren jüngster, 2006 am längsten amtierender Oberbürgermeister einer deutschen Großstadt: Herbert Schmalstieg

#### Oberbürgermeister
1946 wurde nach britischem Vorbild die Verwaltung von der politischen Vertretung der Stadt getrennt. Bis 1996 stand an der Spitze der Verwaltung nun der Oberstadtdirektor.
| Amtszeit | Amtszeit | Name                      |
| -------- | -------- | ------------------------- |
| 1946     | 1956     | Wilhelm Weber (SPD)       |
| 1956     | 1972     | August Holweg (SPD)       |
| 1972     | 1996     | Herbert Schmalstieg (SPD) |

#### Oberstadtdirektor
| Amtszeit | Amtszeit | Name                  |
| -------- | -------- | --------------------- |
| 1946     | 1949     | Gustav Bratke         |
| 1949     | 1963     | Karl Wiechert (SPD)   |
| 1963     | 1974     | Martin Neuffer        |
| 1974     | 1979     | Rudolf Koldewey       |
| 1979     | 1990     | Hinrich Lehmann-Grube |
| 1990     | 1996     | Jobst Fiedler         |

### Seit 1996 Oberbürgermeister
Seit 1996 gibt es einen hauptamtlichen Oberbürgermeister, der auch Leiter der Verwaltung ist. Nachdem Stephan Weil am 19. Februar 2013 zum niedersächsischen Ministerpräsidenten gewählt worden war, endete seine Amtszeit als Oberbürgermeister. In der Folgezeit wurde das Amt kommissarisch durch den 1. Bürgermeister Bernd Strauch als Repräsentant der Stadt sowie den Ersten Stadträten Hans Mönninghoff (bis Ende Juli) und Sabine Tegtmeyer-Dette (ab 1. August 2013) als Verwaltungschef wahrgenommen. Am 6. Oktober 2013 ist Stefan Schostok (SPD) durch eine Stichwahl zum Oberbürgermeister von Hannover gewählt worden. Er wurde am 24. Oktober 2013 vereidigt. Auf seinen Antrag und mit Zustimmung des Rates der Landeshauptstadt Hannover versetzte ihn das Niedersächsische Innenministerium mit Wirkung vom 26. Mai 2019 in den Ruhestand.
Die Neuwahl wurde durch den Stadtrat für den 27. Oktober 2019 festgelegt, da es keinen Kandidaten mit einer absoluten Mehrheit gab, musste eine Stichwahl entscheiden. Diese Stichwahl fand am 10. November 2019 zwischen Belit Onay (Bündnis 90/Die Grünen) und Eckhard Scholz (CDU) statt, es gewann laut vorläufigem Endergebnis mit 52,9 % der Stimmen Belit Onay.
| Amtszeit | Amtszeit  | Name                               |
| -------- | --------- | ---------------------------------- |
| 1996     | 2006      | Herbert Schmalstieg (SPD)          |
| 2006     | 2013      | Stephan Weil (SPD)                 |
| 2013     | 2019      | Stefan Schostok (SPD)              |
| 2019     | amtierend | Belit Onay (Bündnis 90/Die Grünen) |

## Landkreis Hannover

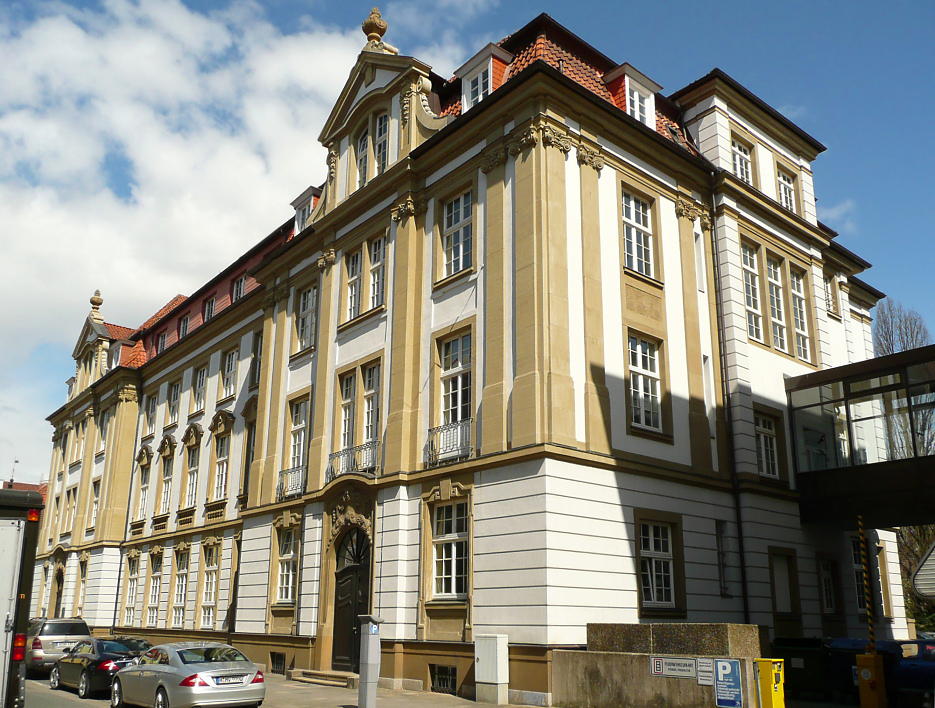
Altes Kreishaus

### Landrat
| Amtszeit | Amtszeit | Name                                |
| -------- | -------- | ----------------------------------- |
| 1971     | 1981     | Jürgen Bauermeister (SPD)           |
| 1981     | 1989     | Karsten Friedrich Hoppenstedt (CDU) |
| 1989     | 1996     | Eberhard Wicke (CDU)                |
| 1996     | 1998     | Gertraude Kruse (SPD)               |
| 1999     | 2001     | Michael Arndt (SPD)                 |

### Oberkreisdirektor
| Amtszeit | Amtszeit | Name                          |
| -------- | -------- | ----------------------------- |
| 1945     | 1948     | Julius Fengler                |
| 1948     | 1966     | August Steppat                |
| 1967     | 1971     | Friedrich Bischoff            |
| 1971     | 1974     | kommissarisch: Herbert Droste |
| 1974     | 1999     | Herbert Droste                |

## Region Hannover

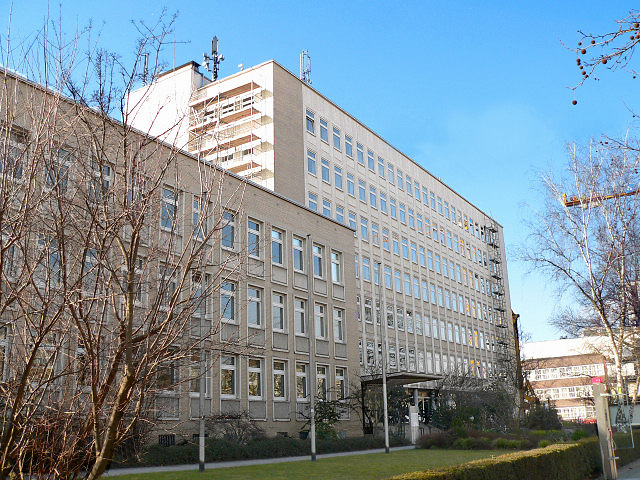
Haus der Region Hannover an der Hildesheimer Straße

Zum 1. November 2001 wurde der Landkreis Hannover aufgelöst; Rechtsnachfolger wurde die Region Hannover, die von einem Regionspräsidenten geleitet wird.
| Amtszeit | Amtszeit  | Name                |
| -------- | --------- | ------------------- |
| 2001     | 2006      | Michael Arndt (SPD) |
| 2006     | 2021      | Hauke Jagau (SPD)   |
| 2021     | amtierend | Steffen Krach (SPD) |